# The Thief Lord
The Thief Lord (bra: O Senhor dos Ladrões) é um filme teuto-britânico-luxemburguês de 2006 dirigido por Richard Claus, com roteiro baseado na obra de Cornelia Funke.